# Гзавје Бетел
Гзавје Бетел (рођен 3. марта 1973) је луксембуршки политичар који је премијер Луксембурга од 2013. до 2023. године. Раније је био градоначелник Града Луксембурга, а такође је био и члан Коморе посланика.
Бетел је члан Демократске странке . Након општих избора у Луксембургу 2018. постао је први отворено геј премијер у свету који је реизабран за други мандат.

## Детињство и младост
Бетел је рођен 3. марта 1973. у граду Луксембургу . Његов отац, Клод Бетел, био је трговац вином, а његова мајка Анијела, француско-руског порекла је из породице грандиозног композитора Сергеја Рахмањинова . Након завршетка студија у средњој школи на Гимназији "Елен Бушер" у Тионвилу, Бетел је магистрирао јавно и европско право и одбранио мастер из политикологије и јавног права на Универзитету Нанси 2 у Нансију, Француска . Такође је студирао поморско право, као и канонско право, на Аристотеловом универзитету у Солуну у Грчкој, где је студирао захваљујући програму Еразмус . Четири године, почетком 2000-их, он је једном недељно водио емисију Sonnfes am 8 na приватној Т.ТВ мрежи недељни ток-шоу. Године 2017. је добио и почасни докторат на Универзитету Свето срце у Луксембургу .

## Политички живот

### Општинска политика
На градским изборима 1999. године Бетел је изабран у скупштинско веће Луксембурга, заузевши шесто место на листи ДС-а. Две године након његовог избора у локално веће, 12. јула 2001. године, сертификован је као адвокат . У време парламентарних избора 2004. године Бетел је значајно учврстио свој положај и завршио четврти (од пет изабраних чланова ДС-а), обезбедивши себи место у Комори посланика. Дана 28. новембра 2005. године, после градских избора на којима је био четврти на листи ДС-а, Бетел је именован за одборника у Савету града Луксембурга.
Након градских избора 9. октобра 2011. године, у младости од 38 година, Бетел је 24. новембра 2011. године положио заклетву на место градоначелника Луксембурга.

### Национална политика
Бетел се кандидовао за Комору посланика на парламентарним изборима 1999. године и завршио на 10. месту међу кандидатима ДС у Централној изборној јединици  с тим да је изабрано најбољих седам. Међутим, ДС је преузела Луксембуршку социјалистичку радничку партију (ЛСРП) као другу највећу странку, а њени чланови су чинили већину нове владе као коалициони партнери Хришћанске социјално-народне странке (CSV). Тако су, док су Лиди Полфер и Ен Брасеур празниле своја места да би преузеле улогу у влади, а Колет Флеш није преузела своје место да би се фокусирала на своју улогу посланика Европског парламента, Бетел је именована у Комору посланика12. августа 1999.

### Први мандат
У 2013. години Бетел је изабран за лидера Демократске странке, а на изборима 2013. године странку је довео на треће место у парламенту. Дана 25. октобра, Велики војвода Анри је Бетела именовао за мандатара за следећу владу. Преузео је функцију премијера Луксембурга 4. децембра 2013. У владиној коалицији Демократске странке, Луксембуршке социјалистичко-радничке партије и Зелених, он је водио кабинет са потпредседницима Владе Етјеном Шнајдером и Феликсом Брацом. У свом првом мандату, он је такође обављао функције државног министра, министра комуникација и медија, министра културе и министра за верска питања.

### Други мандат
Након општих избора у Луксембургу 2018. године, постао је први отворено геј премијер на свету који је реизабран за други мандат. Свој други мандат је започео када је 5. децембра 2018. формирана његова влада. коју тренутно води заједно са потпредседницима владе Франсоом Бошом и Етјеном Шнајдером. Ова влада је наставак коалиције између Демократске странке (ДС), Луксембуршке социјалистичко-радничке партије (ЛСРП) и Зелених из прве Бетелове владе, уз мање промене.
Дана 16. септембра 2019. године, након кратког билатералног састанака о статусу Брегзит преговора, Бетел је сам наставио конференцију за штампу без британског премијера Бориса Џонсона, након што је Џонсон изненада напустио конференцију због протеста против Брегзита који су  одржали британски држављани који живе у Луксембургу. Бетел је показао према Џонсоновом празаном месту и потврдио да влада Велике Британије није поднела ниједан конкретан предлог за измене и допуне Споразума о повлачењу Велике Британије из ЕУ, посебно у вези " ирског onestop-shop-a " који је Џонсон желео да избегне. То је ипак остварено упркос јавним изјавама премијера Џонсона и коначном датуму изласка Велике Британије из  ЕУ. Про-Брегзит британски медији известили су о томе као о заседи, док су други медији у Великој Британији и међународни медији у великој мери описивали ово као инцидент, а реакција про-Брегзит британских медија на ово потврдила је празне бравуре и реторику премијера Џонсона и смањени статус британског пост-Брегзита и све већу преосетљивост и аверзију према критикама упућеним про-Брегзит политичарима.

## Лични живот
Беттел је геј  и изјавио је да све више у Луксембургу „људи не узимају у обзир чињеницу да ли је неко геј или не“. Бетел је први отворено геј премијер владе у Луксембургу и трећи отворено геј шеф владе на свету после премијера Исланда Јохане Сигурдардотир (2009–2013) и белгијског премијера Елија ди Рупа (2011–2014). Од 2017, он је један од троје отворено геј светских лидера на функцији, а остали су Лео Варадкар  председник Владе Ирске  и Ана Брнабић, председник Владе Србије.
Бетел је ожењен за Готијера Дестенеја од 2015, иначе исте године од када је истосполни брак дозвољен у Луксембургу.

## Признања и награде
| Награда или одликовање | Награда или одликовање                      | Земља             | Датум |
| ---------------------- | ------------------------------------------- | ----------------- | ----- |
|                        | Орден за грађанске заслуге                  | ивица Шпанија     | 2007  |
|                        | Орден Орање-Насау (Велики официр)           | ивица Холандија   | 2012  |
|                        | Орден храстове круне (Велики витез крста)   | ивица Луксембург  | 2014  |
|                        | Легија части (Командир)                     | ивица Француска   | 2015  |
|                        | Орден круне (Велики крст)                   | ивица Белгија     | 2017  |
|                        | Орден принца Хенрија Велики крст)           | ивица Португалија | 2017  |
|                        | Орден крста Terra Mariana (носилац 1. реда) | ивица Естонија    | 2018  |
|                        | Орден Орање-Насау (Велики витез крста)      | ивица Холандија   | 2018  |